# Orseolia caulicola
Orseolia caulicola är en tvåvingeart som beskrevs av Gagne 1973. Orseolia caulicola ingår i släktet Orseolia och familjen gallmyggor. Inga underarter finns listade i Catalogue of Life.